# Хлоя Салліван
Хлоя Салліван — це вигаданий персонаж з телесеріалу Smallville. Протягом регулярних серій характер героїні на екрані зобразила Еллісон Мек, тоді як у пілотному епізоді, роль Хлої Салліван в дитинстві виконали дві інші актриси. Персонаж був створений виключно для Smallville розробниками Альфредом Гоу і Майлсом Мілларом. У цей час, тобто включно до десятого сезону, тільки вона і Кларк Кент є двома лишившимися символами з першого сезону шоу, хоча Мак підписала контракт тільки на п'ять епізодів десятого і останнього сезону. Chloe також з'явилася в різній літературі, заснованій на Smallville, інтернет-серії та всесвіті коміксів DC Comics.
У Smallville Хлоя — найкращий друг Кларка Кента і редактор газети вищої школи «Факел», вона вважає, що метеорити (криптоніти) перетворюють громадян Smallville на «мутантів». Вона зазвичай об'єднується з Кларком і Пітом Россом у відстеженні і зупиненні метеор-інфікованих людей від заподіяння шкоди іншим громадянам. У перших чотирьох сезонах Хлоя шаленіє від нерозділеного кохання до Кларка, але в кінцевому підсумку займає своє місце як його найкращий друг і більше нічого. У наступних сезонах Chloe виявивляє, що вона володіє надприродними здібностями внаслідок впливу метеорів рок; був введений персонаж Джиммі Олсен, якому Хлоя дає згоду одружитися, але врешті-решт розлучається з ним.
Хлоя Салліван характеризується як незалежна, розумна, цікава та імпульсивна, письменниця і актриса. Останні дві характеристики часто завдають Хлої клопоту, вона часто потрапляє в біду, і з власними друзями і з Луторами. Еллісон Мек була перемогла в декількох номінаціях за створений нею образ Хлої Салліван.

## Роль в Smallville
В представлених серіях Smallville Хлоя проводить багато сезонів як найкраща подруга Кларка Кента (Том Веллінг), щоб зупиняти громадян Smallville, які отримали спеціальні здібності від генетичних мутацій, викликаних метеорним дощем 1989 року від вчинення злочинів. Встановлено, що Хлоя — редактор шкільної газети «Факел» на початку першого сезону. Її журналістська цікавість, завжди бажаюча «викрити брехню» і «знати правду», часто приводить до напруженості з власними друзями, особливо, коли вона копається в минулому Кларка (сезон 2, епізод «Lineage»). На початку сезону Хлоя приховує той факт, що вона закохана в Кларка, і, хоча її пристрасть залишається невзаємною, вона визнає свої справжні почуття до Кларка у другому сезоні в епізоді «Fever», коли він хворий лежить на дивані.. Її почуття до Кларка становляться на шляху її здорового глузду, коли вона зраджує його довіру у фіналі другого сезону, ставши свідком його і Лани Ланги (Крістін Кройк) поцілунка в його сарай, і погоджується з тим, щоб розкрити інформацію про Кларка для Лайонела Лутора (Джон Гловер) в обмін на роботу в «Дейлі Пленет».
Хлоя і Кларк припиняють свої відносини, коли в третьому сезоні (епізод «Шепіт») Кларк виявляє, що вона надає допомогу Лайонелу. Хлоя зупиняє своє розслідування задля Кларка, Лайонел звільняє дівчину з Daily Planet, а також і її батька з посади в LuthorCorp. У третьому сезоні в «Forsaken», Хлоя вирішує допомагати Лексу Лутору (Майкл Розенбаум), сину Лайонела, сподіваючись вийти з-під його тіні. Врешті-решт останнього заарештовують за вбивство бабусі і дідусі Лекса. У фіналі третього сезону ФБР знаходить «безпечне» місце для Хлої і її батька, доки Лайонел чекає арбітражного суду, але, на жаль, «безпечний будинок» вибухає, як тільки Хлоя і її батько заходять до нього, і вони вважаються загиблими. У прем'єрі четвертого сезону двоюрідна сестра Хлої Лоїс Лейн (Erica Durance) приїжджає до Smallville для розслідування її смерті. В епізоді «Gone» виявляється, що вчені Лекса встигли виявити вибухівку раніше і витягнули Хлою та її батька до безпечного місця, перш ніж стався вибух. Після свідчення Хлої в тому ж епізоді Лайонела визнали винним у вбивстві і засудили до довічного ув'язнення. У четвертому сезоні (епізод «Pariah»), Хлоя виявляє секрет Кларк, коли Алісія Бейкер (Сара Картер), його Кларка, постановляє, що той повинен розкритися світу для того, хто він насправді. . Алісія сподівається, що Хлоя напише історію викриття Кларка, але журналістка вирішує, що у Кларка є вагомі причини тримати свою таємницю в секреті причину, і тому приймає рішення нікому не розповідати про випадок викриття.
Хлоя розкривається Кларку тільки у прем'єрі п'ятого сезону, наголошуючи, що вона хотіла, щоб він сам сказав їй про власний секрет. У той же час, Кларк говорить, що він не був заражений метеорним дощем у Smallville, як Хлоя підозрювала спочатку, і він насправді прибулець, який був посланий на Землю ще дитиною в 1989 році. У п'ятому сезоні в «Спрага», Хлоя здійснює свою мрію про роботу в Daily Planet, починаючи з фундаменту. У шостому сезоні (епізод «Справедливість»), Хлоя починає надавати допомогу Зеленій Стрілі (Джастін Хартлі) і його команді супергероїв під кодовою назвою «Вартова вежа». У Freak, вона виявляє, що вона сама "метеор-інфікована, з невідомими здібностями, і починає турбуватися, що вона є «бомбою сповільненої дії» у напрямку до божевілля. Пізніше вона виявляє в «Потомстві», що її мати Мойра Салліван (Лінда Картер) теж "метеор-інфікована. У фіналі сезону Хлоя дізнається, що її особлива сила дозволяє їй зціляти будь-які рани і навіть повернути назад процес смерті, яку вона активує, щоб зберегти життя Лоїс. В сьомому сезоні в «Спуск», коли Хлоя намагається зберегти інформацію про «подорожі» в таємниці від Лекса, хто не знає, що «подорожі» це насправді Кларк, він стріляє в неї під час роботи в «Дейлі Пленет». Коли в «Sleeper» Лана потрапляє в кататонічний стан через напад з боку криптоніанського штучного інтелекту, відомого як Брейніак (Джеймс Марстерс), Хлоя бере на себе Ізіз Фонд Лани, безкоштовну клініку для людей, які були інфіковані метеорним дощем. У фіналі сьомого сезону Хлоя піддається нападу Брейніака, але її цілющі завадити йому шкодять їй. Коли вона повертається додому, Джиммі Олсен (Аарон Ешмор), пропонує її вийти за нього заміж. Але за Хлоєю приходить Департамент внутрішньої безпеки (DDS) і арештовує її для злому баз даних уряду.
На початку восьмого сезону з'ясовується, що Хлоя не була арештований DDS, це персонал безпеки Лекса видав себе за DDS агентів. Пізніше Хлоя виявляє, що її сварки з Брейніаком прищепили ій нову здатність: величезний суперінтелект. Повертаючись до Smallville, Хлоя відновлює Ізіз Фонд. Хоча вона і любить Джиммі, її увагу привертає до себе фельдшер Девіс Блум (Samuel Вітуер). В епізоді «Безодня» зараження Бреійніака викликає у Хлої втрату її спогадів, але її виліковує Кларк не без допомоги свого біологічного батька. Брейніак пробує захватити тіло Хлої, але прибуває Легіон — супергерої з майбутнього. У «Hex» Хлоя віддає «Вартовій башті» більше часу, тому що вона відчуває, що її життя потребує більшого сенсу. Хлоя виявляє, що Девіс викличе кінець світу в «Вічний». Вона залишається з ним поруч, щоб тримати під контролем Судний день. В епізоді «Звір», вона і Девіс виїзжджають з міста разом. Хлоя хоче захистити Кларка. У фінал сезону вісім вона використовує чорний криптоніт для Девіса; Кларк ховає під ним «Метрополіс». Проте коли Девіс виявляє, що Хлоя все ще закохана в Джиммі, він завдає удару Джиммі і намагається вбити Хло. Джиммі пронизує його металевим стрижнем, і вони обидва помирають. Хлоя обіцяє тримати «Вартову башту» Джиммі. На початку дев'ятого сезону, використовуючи гроші Олівера, Хлоя перетворює «Вартову вежу» в інформаційну фортецю супергероїв. У цій якості вона набуває собі конкурента — комп'ютерного експерта Тесс Стюарт Кемпбелл (Ryan Макдонелл). Протягом сезону вона зближується романтично з Олівером.

## Зображення
Хлоя Салліван була внесена творцями шоу, щоб бути архетипом Лоїс Лейн, а також «стороннім» Smallville, низка розробників, в тому числі Гоф і Міллар, відчували потребу показати необхідні умови, щоб мати символ, який помічає дивні події в Smallville. Вона є оригінальною на відміну від інших головних героїв — Кларка Кента, Лани Ленг, Лекса Лутора, і Піта Росса. Коли вони вперше приступив до розробки серії, Гоф і Міллар були призначені для Хлої мати «етнічне походження». Дізнавшись про Smallville від шоу-директора Ді Ді Бредлі, Еллісон Мек запропонували ідею прослуховування на роль Лани Ланг, але замість цього вона вирішила йти на прослуховування ролі Хлої Салліван. Гоф і Міллар відчували, що вона мала «рідкісну здатність приносити великі шматки ідеальності і незмінності». За даними Мак вона отримала роль тому, що вона пішла на своє друге прослуховування з «дуже легковажним ставленням». Крістен Белл також пробувалася на роль Хлої Салліван. Вона буде в кінцевому підсумку стала зіркою телесеріалу «Вероніка Марс». Крім Еллісон Мек, Рон Кертіс зображує Хлою, як дитину в шостому сезоні (епізод «Потомство»), з Вікторією Даффілд, що взяла на себе роль у восьмому епізоді сезону «Безодня». Мак користується тим, що її персонаж був створений спеціально для шоу, тому що вона відчуває, що їй не доведеться турбуватися про те, що її будуть постійно порівнювати з кимось яе наприклад Майкл Розенбаум — як Лекс Лютор до Джин Хекмен's в зображенні серії фільмів Superman 1970-х років — 1980-х років. Мак підписала контракт тільки на п'ять епізодів десятого і вже останнього сезону.

## Розвиток персонажа

### Сюжетна лінія
Еллісон Мак була розчарована тим, що її символ «втратив деякі з її основ» у другому сезоні. Другий сезон був про дослідження серця Хлої, і ідея, що вона була «Несамовитий закоханий підліток». Як Мак описує її: «Хлоя була трохи безхарактерна і трохи занадто дріб'язкова [у другому сезоні].» Мак вірить, що до кінця сезону Хлої вдається отримати деяку цілісність. Актриса любить переконуватися, що її характер зберігається «розумним» і «амбіційним», але в кінці другого сезону імпульсивність Хлої змушує її застрягти під контролем Лайонела, коли вона «злісно» погоджується, щоб розкрити таємницю Кларка для Лайонела Лутора після того як Кларк нечесно повівся з нею, не розказавши про недавно створені відносини з Ланою.
Для третього сезону Мак хотів приділити характеру своєї героїні серйозну перешкоду на шляху подолання, тобто те, що допомогло б зробити її характер зрілою. Перешкодою в питанні став контроль Лайонела над Хлоєю, після того як вона уклала угоду, щоб шпигувати за Кларком. Еллісон Мек вважає, що Хлоя у своїй зоні комфорту, поки вона працює на «Факел», так як вона знаходиться в повному контролі, і порівнює, що Хлоя знаходиться під контролем Лайонела ніби в «клітці для тварини». Мак вважає, що події, пов'язані з її матір'ю, були поворотним моментом для погашення Хлої;. Це момент, коли вона розуміє, що там має бути, стежка, яку вона ніколи не повинна перетинати. Після цього відкривається Кларку у прем'єрі п'ятого сезону, і її характер стає здебільшого сюжетом для шоу. Знаючи секрет Кларка, це дозволило Хлої, нарешті, прийти до угоди з її почуттями до Кларка, і визнати, де їх відносини будуть завжди, прийняття Хлої її місця в житті Кларка, це надає кошти для більш значущої дружби, без стурбованості нерозділеного кохання Хлої. За словами Мак, Хлоя навичлась розвивати свою любов до Кларка у щось більше «справжнього» і «самовідданого».
Для актриси, що робить Хлою стати частиною метеор-інфікованого співтовариства в шостому сезоні, дозволило характеру Мак продовжувати розвиватися. Мак видить у цьому переході як засіб для її характеру, щоб стати більш емоційно пов'язані з тих людьми. Зараження метеорами дає Хлої мотивацію, щоб спробувати зрозуміти їх, і дозволяє їй рости ближче до Кларка, як вона може краще зрозуміти, як це жити у світі, де у вас є спеціальні здібності. Письменник Холлі Гарольд вважає, що на додаток до того, інфікованих метеор фриків, Лоїс в журналістському полі також забезпечує Хлою з великою кількістю боєприпасів для росту і розвитку. Присутність Лоїс в Daily Planet дозволяє Хлої ймовірно відобразити себе, і виявити, які речі є найважливішими для неї — кар'єра чи її родина та друзі. Конкуренція Лоїс дає Хлої шанс зробити себе кращою.
Одна з сюжетних ліній вже закрита — з участю мати Хлої, яка була створена у другому сезоні, і продовжується в шостому. На початку другого сезону Мак і творці Гоф і Міллар сіли і обговорили шляхи подальшого розвитку Хлої у шоу, вони зупинилися на тому, що Хлоя була залишена матір'ю в ранньому віці. У п'ятому сезоні, з'ясовується, що Хлоя знайшла свою мати, але що вона була в психіатричній лікарні. Дізнавшись, що її мати страждає від спадкових психічних розладів, Хлоя залишається в острахі, що вона в один прекрасний день може також втратити свій глузд. Шостий сезон («Потомство») показує, що Мойра Салліван відправилась у психіатричну лікарню, тому що вона має можливість контролювати метеор інфікованих людей, і вона боялася, що вона зашкодить Хлої мимоволі викликаючи їй шкоду з різних приводів. Хлоя також виявляє, що здатність Мойри змушує її поглиблуватися в кататонічний стан.

### Характеристика
Еллісон Мек характеризує Хлою як «невідповідность» протягом першого сезону і більше «справді розумну дівчинку з відношенням» пізніше. Вона продовжує описувати Хлою як розумну і незалежну. Інший визначальні характеристики Хлої — це її девіз «викрити брехню» і знайти істину в будь-якій ситуації. Характер цікавий, і хоче бути чесною з людьми. Вона завжди намагається розібратися в ситуації. Поряд з нею цікавість, її імпульсивність є ключовою характеристикою, що в кінцевому підсумку залишає її під контролем Лайонела Лутора, коли вона пропонує розкрити інформацію про Кларка для нього. Причиною цієї зради є любов Хлої для Кларка. Як пояснює Еллісон Мек, Хлоя так засліплена своєю любов'ю до Кларка, що вона нехтує, щоб побачити всі помилки, які він робить. Саме це нерозділене кохання до Кларку, дає їй «бути амбіційною і адресною, як вона є».

### Відносини
Одним з ключових відносин Хлої — Кларк Кент. Хоча віруючих в «теорію Хлої» було предостатньо і спочатку навіть підозрювали, що Хлоя зрештою стане Лоїс Лейн, майбутньою дружиною Кларка в коміксах, надії багатьох прихильників на справдилися — Мак стверджує, що Кларк не любить Хлою так, як вона його любить. Актриса не вважає, що почуття Кларка зміняться. Незалежно від почуття Кларка, Мак визнає, що Хлоя засліплена своєю любов'ю до нього, який в кінцевому результаті впливає на її рішення не тільки не бачити недоліки Кларка, але робити інколи неправильній вибір під час небезпеки. У п'ятому сезоні, Кларк, нарешті, дізнається, що Хлоя знає його секрет, і це одкровення дозволяє Хлої можливість прийти до угоди з її почуттям до Кларка, що також служить засобом для двох початком більш значущою дружби без проблем нерозділеного кохання Хлої.
Говорячи про розвиток відносин Кларка і Хлої, Мак вважає, що в шостому сезоні введення Джиммі Олсена в життя Хлої збільшило її значення для Кларка. Перш за все, Хлоя завжди все робить задля Кларка, але тепер у Хлої є інші пріоритети, вона дає зрозуміти Кларку, наскільки цінним вона є до нього. Введення Джиммі Олсен також надає Хло шанс розпочати з кимось нарешті романтичні відносини. Відносини стають напруженими, коли Хлоя вирішує брехати, щоб приховати таємницю Кларка, а також враховуючи факт, що вона "метеор-інфікована. Письменник Холлі Гарольд питання чи не зайняв Джиммі місце в серці Хлої, відповів, що Кларк займав його протягом тривалого часу.

## Цікаві факти
- Хлоя завжди першою з друзів Кларка дізнавалася про його секрет. У перший раз вона просто забула про це, під час другого разу вона стала свідком суперсили Кларка.
- Перший поцілунок Кларка був саме з Хлоєю Салліван, коли остання вперше прийшла до Кенту в гості, щоб подивитися, де і як він живе.
- Хлою намагалися вбити з застосуванням різних видів біологічної, психотропної, вогнепальної, холодної і невідомих видів зброї. У неї кидали футбольний м'яч (1.03), намагалися спалити (1.03), заморозити (1.5), на неї нападали грабіжники в особняку Лекса Лутора, її викидали з вікна (1.13), заживо ховали (1.20), в ній поселявся інопланетний паразит (2.14), під впливом гіпнозу Кларк намагався наїхати на неї своїм автомобілем, а Лана побити, а потім зарубати пожежною сокирою (3.11). Ще отруїти отруйним газом правди в ЛуторКорп (3.19) і підірвати (3.22).
- Місце народження: Смолвіль. Очі: горіхово-зелені. Волосся: яскрава блондинка. Сім'я: батько — Гейб Салліван, працював менеджером на заводі ЛуторКорп до того моменту, поки Лайонел Лутор не звільнив його. Місіс Салліван розлучилася з чоловіком, коли Хлої було п'ять років, і з тих пір не з'являлася. По материнській лінії в родині Хлої передаються психічні розлади.